# La Mangeuse d'huîtres
La Mangeuse d'huîtres (ou Jeune Femme mangeant des huîtres, en néerlandais Het oestereetstertje) est une petite peinture à l'huile sur panneau de Jan Steen datant entre 1658 et 1660. Depuis 1936, elle est conservée à la Mauritshuis, à La Haye aux Pays-Bas.
Cette peinture de genre démontre le style complexe de Steen et son utilisation de décors domestiques. Il utilise le symbole des huîtres pour appuyer le thème de la luxure terrestre.

## Histoire
On ignore où se trouve La Mangeuse d'huîtres avant 1783. Le tableau appartenait à Pieter Locquet qui le vendit à Pieter van Winter à Amsterdam en septembre 1783. Van Winter le transmet à sa fille, Lucretia Johanna van Winter, en 1822. Il est en sa possession tout au long de son mariage avec Hendrik Six van Hillegom.  Ensuite, il est conservé par Jan Pieter et Pieter Hendrik Six van Vromade, qui en héritent, jusqu'en 1905. Il est légué au fils de Jan Pieter, le professeur Jan Six, qui en est propriétaire jusqu'aux années 1920. En 1928, il est à nouveau vendu à Beets of Deterding. Le tableau est offert au Mauritshuis par Sir Henri WA Deterding en 1936.

## Sujet
Le sujet principal du tableau est une jeune femme qui sale des huîtres tout en établissant un contact visuel direct avec le spectateur. Son expression est emplie de séduction et indique aux spectateurs qu'elle sale les huîtres pour eux.

## Composition
Steen utilise le cadrage pour créer une composition complexe mais habile. Il utilise les lignes verticales et horizontales du cadre de la porte, des rideaux du lit et du bord de la table pour créer une bordure imaginaire autour de la jeune femme. Le sommet arqué du tableau reflète la courbure de la tête et de l'épaule gauche de la jeune fille. Le placement d'objets tels que l'huître pointe dans une direction spécifique, permettant à l'œil du spectateur de se concentrer sur les personnages dans la salle du fond. 
Le placement des personnages en arrière-plan dans une pièce séparée, appelé doorsien (vue à travers une porte), est courant dans les peintures hollandaises. Cette technique permet également à l'œil du spectateur de plonger dans l'arrière-plan d'un tableau. Des artistes comme Jan Steen ajoutent des doorsien aux peintures pour créer une atmosphère de célérité et de désir parmi les figures. L'utilisation de doorsien ajoute également un sentiment d'équilibre entre les hommes en arrière-plan et la jeune femme au premier plan. 

## Symbolisme

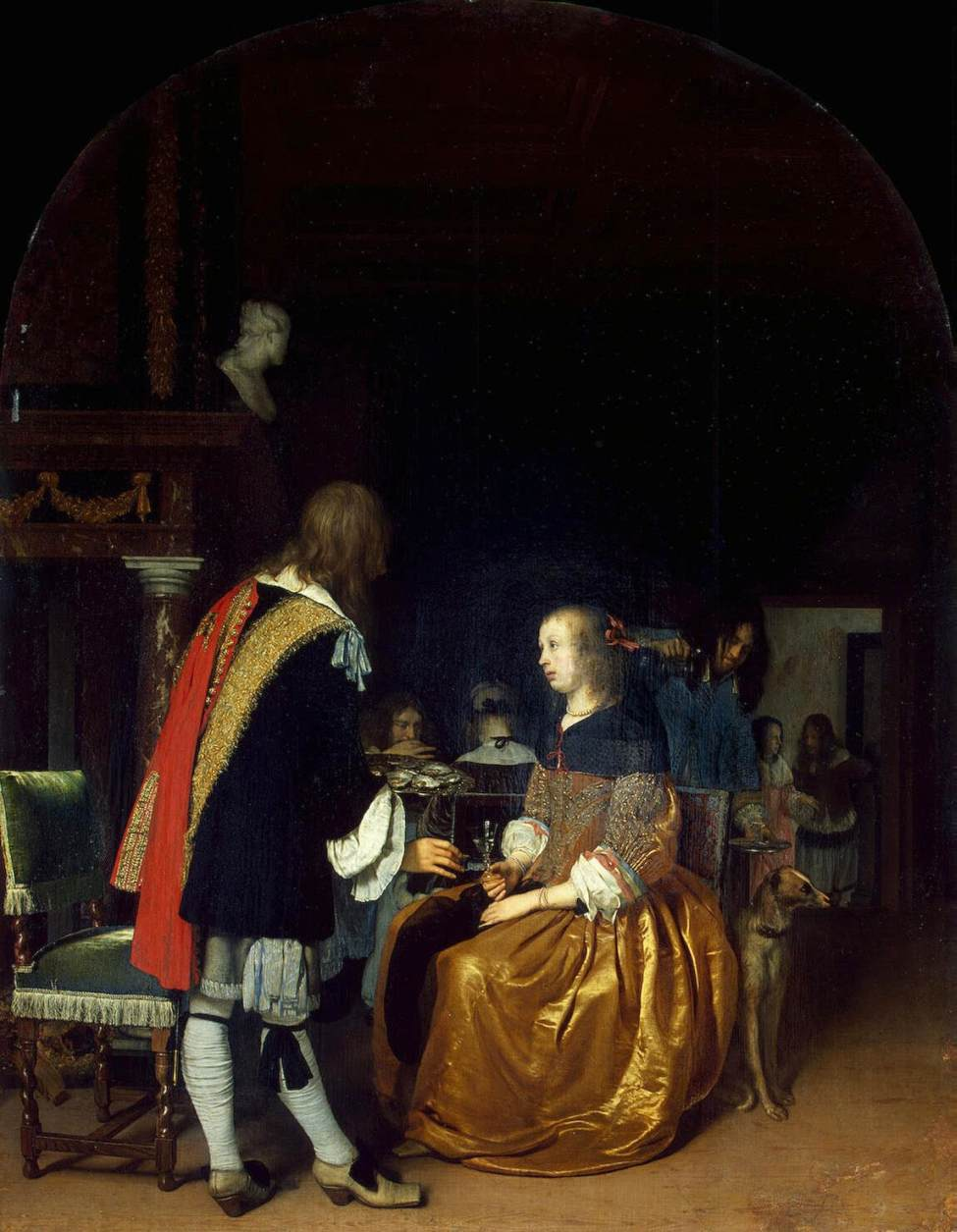
Frans van Mieris l'Ancien, Les Mangeurs d'huitres, 1659, musée de l'Ermitage.

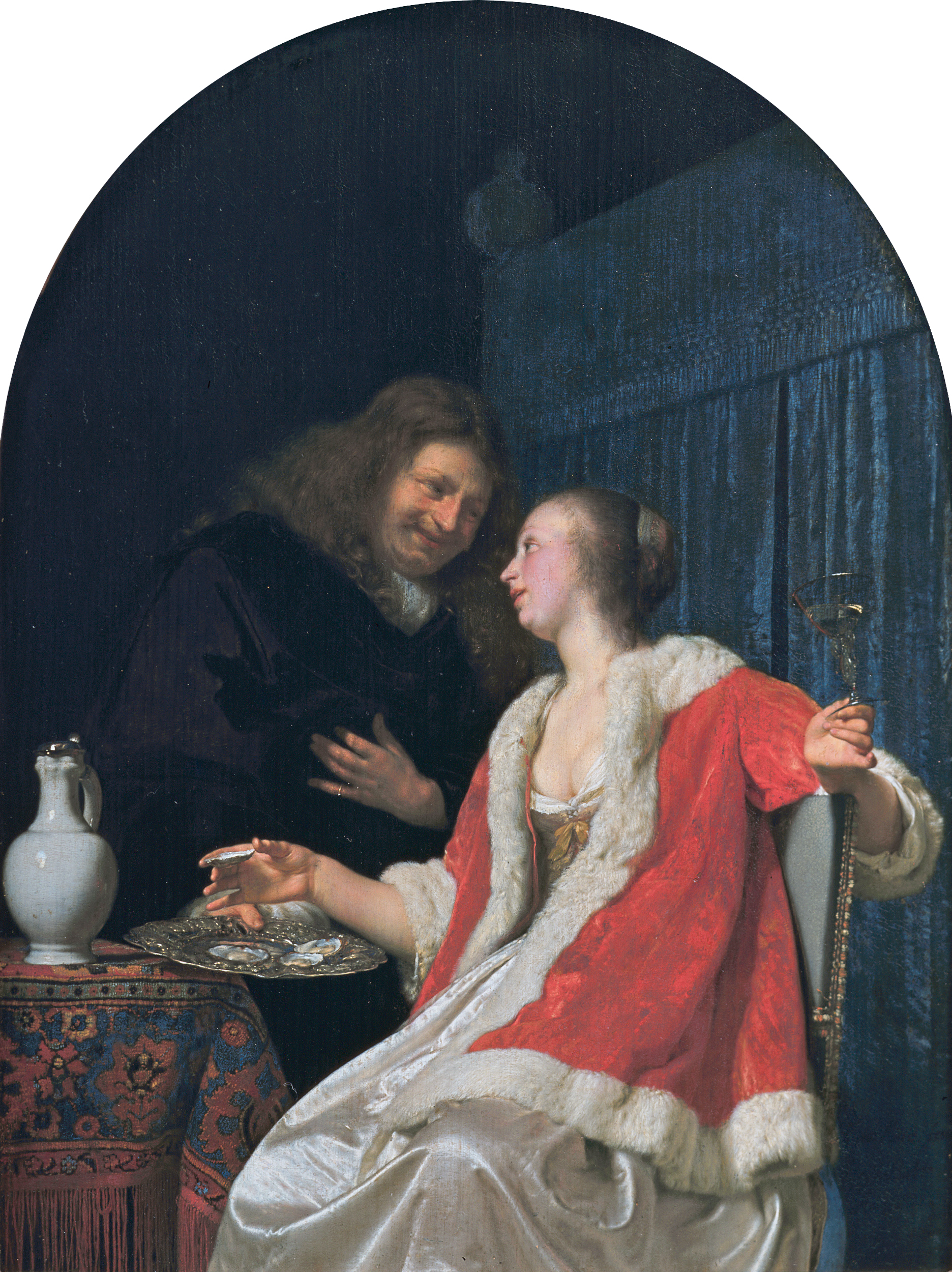
Frans van Mieris l'Ancien, Un Repas d'huitres, 1661, Mauritshuis.

Dans le contexte de ce tableau, les huîtres véhiculent une signification érotique. Elles sont considérées comme un aphrodisiaque, les plus attrayantes étant celles qui sont grosses et pleines. Les coquilles d'huîtres vides ou placées à côté d'autres objets partiellement mangés, comme dans La Mangeuse d'huîtres, suggèrent le caractère temporaire des plaisirs terrestres, un thème fréquent dans l'art néerlandais.  Au cours du XVIIe siècle, les coquillages commencent à faire leur apparition dans plusieurs peintures de genre hollandaises ou peintures de joyeuse compagnie. Ils sont des objets d'intérêt scientifique pour les Hollandais qui s'intéressent à la science et à l'histoire. Les huîtres ont également une connotation exotique : nombre d'entre elles représentées dans les peintures hollandaises proviennent de différents continents et sont considérées comme des souvenirs du passé.
Dans les peintures avec spécifiquement des huîtres, elles sont représentées dans des plats à base d'huîtres. On pense que les peintures de joyeuse compagnie trouvent leur origine dans les peintures mythologiques flamandes du début du XVIe siècle. Les huîtres sont un rappel des temps anciens et symbolisent Aphrodite, la déesse de l'amour, de la fertilité, du plaisir et du sexe tout au long de l'Antiquité et jusqu'au baroque. Elles apparaissent généralement dans les peintures mythologiques où Aphrodite et Dionysos sont les principales divinités représentées. L'utilisation de mets d'huîtres dans les peintures de genre hollandaises est séparée en deux périodes. La première période dure approximativement de 1610 à 1635 :à cette époque, les huîtres sont représentées en train d'être consommées dans des peintures de joyeuse compagnie. Avant la deuxième période, le gouvernement néerlandais acquiert le contrôle des pêcheries de perles dans les eaux indiennes en 1658, à la suite de la conquête des Portugais. La pêche aux perles conduit au développement de la pêche aux huîtres, ce qui suscite un nouvel intérêt pour la représentation des huîtres dans les peintures de genre. Au cours de la deuxième période, qui s'étend de 1660 à 1680, les peintures d'huîtres représentant des cadres plus privés. Les peintures de repas d'huîtres de la deuxième période sont toutes situées à l'intérieur, dans un intérieur domestique. Contrairement aux premières peintures de joyeuse compagnie qui représentaient des festins, ces peintures de repas d'huîtres ultérieures représentent généralement une réunion privée et romantique.

## Style
Le style de La Mangeuse d'huîtres de Jan Steen se rapproche du style élégant de Frans van Mieris l'Ancien. Le sommet arqué, la petite taille et le soin extrême apporté à chaque détail ressemblent aux œuvres de Gérard Dou, qui était le grand maître de la « belle peinture » à Leyde et le professeur de Frans van Mieris.
La Mangeuse d'huîtres de Jan Steen est l'une de ses nombreuses peintures de genre, qui comportent généralement un humour terre-à-terre, parfois avec des connotations satiriques. Elles expriment le goût hollandais pour le portrait, l'amour du foyer et de la famille, et des messages moralisateurs, toujours présentées dans des contextes domestiques. Jan Steen représente généralement ses sujets d'une manière favorable ou gratifiante. Il se moque aussi de ses sujets en exposant leur bêtise ou leur étrangeté.